# Trichodiadema gracile
Trichodiadema gracile är en isörtsväxtart som beskrevs av L. Bol. Trichodiadema gracile ingår i släktet Trichodiadema och familjen isörtsväxter. Inga underarter finns listade i Catalogue of Life.